# Cohabitation intergénérationnelle solidaire
La cohabitation intergénérationnelle solidaire est un dispositif d'entraide qui permet à un senior qui dispose d’une chambre libre d’accueillir un jeune. Il peut le faire en échange d'une présence bienveillante, de menus services ou d'une contrepartie financière modeste. Cette dernière est au maximum significativement inférieure au prix du marché locatif local. De nombreuses variantes sur mesure sont possibles, elles dépendent de la personnalité et du lien qui se noue entre chaque jeune et chaque senior, dans une logique de réciprocité. La cohabitation peut aussi bien être pratiquée dans le parc privé que dans le parc social, par des propriétaires ou des locataires. Une structure de coordination privée non lucrative ou publique rencontre les jeunes et seniors, les met en relation, accompagne la contractualisation et suit le binôme constitué.
La cohabitation intergénérationnelle solidaire n'est pas une colocation, qui désigne le fait de faire une location en commun.

## Contexte social et économique de l’émergence du dispositif
Les modalités d’accompagnement de la vieillesse dans l’habitat ont très rapidement évolué depuis les années 90. La cohabitation « familiale » avec les proches de plus de 85 ans diminue continuellement, comme le démontre l’étude de l’INED de 2016. En effet, en 2011 aucun département ne compte plus de 35% de cohabitation avec un proche de plus de 85 ans, alors que 29 départements étaient dénombrés en 1982.
Plus d’une personne de plus de 60 ans sur trois ne sort pas de chez elle tous les jours en 2017.
En parallèle de cette situation, « une grande part de la jeunesse est aujourd’hui dans l’incapacité d’accéder à l’émancipation de son foyer familial en raison des nombreuses barrières systémiques qui empêchent une autonomie réelle. L’augmentation constante du prix des loyers ou encore la part considérable des frais inhérents au logement financés par le foyer familial (61%) ne sont que quelques exemples des multiples freins existants à l’accès au logement autonome ». Le manque de logements pour les étudiants est aussi un problème endémique.
Pour un couple de retraités ou pour une personne veuve vivant seule, le nombre de pièces pour une occupation dite « normale » est de deux. On parle de sous-peuplement prononcé si le logement compte deux pièces de plus. 83,9% des propriétaires de 60 ans et plus sont en sous-peuplement prononcé. Or, 74,1% des personnes de 60 ans et plus sont propriétaires. Ainsi, une étude évalue en 2010 estime à 2 204 357 le nombre de logements en sous peuplement prononcé ou très accentué occupé par un ménage d’une personne âgée de 50 ans ou plus n’étant pas contraint de déménager et ne souhaitant pas déménager.

## Les objectifs et les impacts sociaux

### Les objectifs revendiqués par les promoteurs du dispositif
Les objectifs de la cohabitation intergénérationnel solidaire sont de :
- Faciliter l’expression de la solidarité, de l’engagement et rapprocher les générations
- Étendre l’offre de logement convenable et développer ainsi la mobilité des jeunes
- Lutter contre l’isolement des seniors, des jeunes, et rassurer les familles de ceux-ci
- Prévenir la perte d’autonomie des seniors
- Optimiser la consommation énergétique par l’utilisation des chambres laissées vacantes

### Cohabitation intergénérationnelle solidaire et reliance
Le terme de « reliance », inventé par Roger Clausse (1963), réélaboré par le sociologue Marcel Bolle de Bal (1996), repris par Edgar Morin , est employé, par exemple, dans le champ de l’économie sociale pour désigner un enjeu : celui « de rassembler des acteurs (personnalités physiques ou morales) épars et de maintenir leur cohésion malgré l’absence d’intégration verticale ». Pour Marcel Bolle de Bal (1996, p.68), la reliance, est « … l’action visant à créer ou recréer des liens entre des acteurs sociaux que la société tend à séparer ou à isoler, les structures permettant de réaliser cet objectif, les liens ainsi créés ou recréés » (ibid., p.108). C’est un « concept-charnière » (ibid., p.112) ne concerne donc pas que le sociologue dans son regard sur l’évolution des liens sociaux. Son intérêt est de se situer à l’articulation de plusieurs approches du lien social. Marcel Bolle de Bal propose, ainsi, trois niveaux de reliance :  la « reliance à soi » (reliance psychologique), la « reliance aux autres » (reliance sociale) et la « reliance au monde » (reliance culturelle, écologique ou cosmique) (ibid., p.68).
Edgar Morin précise : 

« Notre civilisation sépare plus qu’elle ne relie. Nous sommes en manque de reliance, et celle-ci est devenue besoin vital ; elle n’est pas seulement complémentaire à l’individualisme, elle est aussi la réponse aux inquiétudes, incertitudes et angoisses de la vie individuelle. Parce que nous devons assumer l’incertitude et l’inquiétude, parce qu’il existe beaucoup de sources d’angoisse, nous avons besoin de forces qui nous tiennent et nous relient. Nous avons besoin de  reliance parce que nous sommes dans l’aventure inconnue. Nous devons assumer le fait d’être là sans savoir pourquoi. Les sources d’angoisse existantes font que nous avons besoin d’amitié, amour et fraternité, qui sont les antidotes à l’angoisse. »

— Edgar Morin, La méthode, VI. « Éthique », Paris, Le Seuil, 2004, p. 115.
La reliance vise à créer ou recréer des liens entre des acteurs qui courent le risque d’être isolés (ou le sont déjà). Elle œuvre à l’établissement de nouveaux liens sociaux. Elle est un « besoin vital » correspondant, aussi, à une aspiration contemporaine et elle concerne les structures, les médiateurs, les moyens qui sont mis en œuvre pour relier. Enfin, elle est un « concept-charnière » qui appelle à une réflexion interdisciplinaire et à un large échange de pratiques professionnelles.
Les structures qui s’investissent dans la cohabitation intergénérationnelle solidaire ont la particularité de placer ces cinq points au centre de leur action, dans leur lutte contre l’isolement des jeunes et des seniors, leur travail sur la redynamisation des liens intergénérationnels sociaux et familiaux, leur écoute des inquiétudes des personnes qu’elles accompagnent, les efforts qu’elles déploient pour un suivi régulier des binômes jeunes – seniors, leur engagement à se fédérer pour le partage d’une réflexion commune et l’échange de pratiques professionnelles.

### Étude des impacts sociaux et économiques
Une étude d’impact sociale réalisée en 2018 relève notamment  que 231 € sont économisés mensuellement par les jeunes grâce à la cohabitation intergénérationnelle. 89% des jeunes et 100% des seniors ont conscience d’être utiles et d’apporter à l’autre en choisissant la cohabitation solidaire intergénérationnelle. Par ailleurs, 68 % des seniors et 76% des jeunes déclarent avoir vécu une expérience enrichissante. Enfin, 61% des jeunes répondants déclarent qu’ils n’auraient pas pu avoir recours à un logement « classique » s’il n’y avait eu ce dispositif, et 53% des seniors déclarent qu’ils auraient rencontrer des difficultés pour rester dans leur logement.
Une étude sur les caractéristiques des publics concernés par le dispositif, et sur ses effets socio-économiques, a permis d'identifier que l'entraide entre les générations permettaient de réaliser des économies substantielles : plus de 1800 euros en moyennes d'économies sur le loyer pour les jeunes, et plus de 600 euros d'économies moyennes réalisées par la branche famille de la Sécurité sociale. Ces chiffres valent pour une cohabitation de 7,5 mois, ce qui correspond à la durée moyenne identifiée dans l'étude.

## Historique de l'évolution du cadre juridique
La cohabitation intergénérationnelle existe depuis 2004 en France. Entre 2004 et 2018, le lien entre le jeune et le senior était régi par une convention d'occupation précaire et une charte précisant les valeurs et les bonnes pratiques de convivialité et de solidarité à respecter. Ce contrat était cependant inadapté, et les associations ont longtemps demandé un cadre ad hoc. En conséquence, le législateur a prévu, à l'article 17 de la loi n° 2015-1776 du 28 décembre 2015 relative à l'adaptation de la société au vieillissement, un rapport relatif au logement en cohabitation intergénérationnelle afin de sécuriser et de favoriser les pratiques existantes. Ce document aurait dû sortir avant le 28 décembre 2016, mais il n'a jamais été réalisé.
Une première proposition de loi tendant à promouvoir la cohabitation intergénérationnelle par la création d'un label a été déposée par la Sénatrice de Seine Maritime Agnès Canayer et cosignée par une trentaine de sénatrices et sénateurs en octobre 2017, mais elle ne sera jamais mise à l'ordre du jour du Sénat.
Un groupe de corps intermédiaires - le Ex-Réseau CoSI, l'Union sociale pour l'habitat, l'UNIOPSS, la CFDT et la CFTC - ont agi de manière conjointe en 2017 et 2018 auprès du gouvernement et des élus pour favoriser une évolution du cadre réglementaire, en rencontrant notamment le Secrétaire d’État Julien Denormandie en mars 2018. À la suite de cette rencontre, un protocole d'accompagnement État- Mouvement Hlm 2018 - 2021 prévoit de clarifier le régime juridique de la cohabitation intergénérationnelle. Dans la foulée, en mai 2018, Agnès Buzyn annonce dans sa Feuille de route Grand âge Autonomie  un meilleur encadrement du dispositif.
La Sénatrice de Seine-Maritime a poursuivi son action en portant - dans le cadre de la loi portant évolution du logement, de l'aménagement et du numérique - un amendement visant à encadrer la cohabitation intergénérationnelle solidaire. Celui-ci crée un "contrat de cohabitation intergénérationnelle solidaire" qui permet de lever les risques juridiques de requalification en contrat de travail ou en bail. Le Ministère de la Cohésion des territoires s'est déclaré "favorable" à cet amendement. Après quelques ajouts réalisés en commission mixte paritaire (et notamment la suppression explicite d’un risque de requalification de l’association en agence immobilière) un cadre juridique pour la cohabitation intergénérationnelle solidaire apparaît finalement à l'article 117 de loi n° 2018-1021 du 23 novembre 2018 portant évolution du logement, de l'aménagement et du numérique dite Loi ELAN.
Le 13 janvier 2020, une charte paraît par arrêté pour préciser un certain nombre de points : missions de l’association, précisions sur les menus services...
Près de 4 ans après la parution de la loi ELAN, un certain nombre de points juridiques prêtant à interprétation reste à clarifier. Ils ont notamment été identifiés dans le cadre d'un article paru .

## Le cadre juridique à la suite de la loi du 23 novembre 2018

### Définition juridique générale
Plusieurs points sont donc clarifiés dans la loi :
- L’objectif est « le renforcement du lien social ».
- La solidarité est un aspect nécessaire du dispositif, puisque le terme « solidaire » est maintenant accolé à « cohabitation intergénérationnelle ».
- Le caractère « intergénérationnel » est précisé : il s’agit de jeunes de « moins de 30 ans » et de seniors de « plus de 60 ans ».

Par ailleurs, si les termes de « location » ou « sous-location » sont utilisés, il s’agit bien de cohabiter, et pas simplement de loger : autrement dit, la sous-location, ou la location, représente un aspect juridique, mais dans les faits il s’agit surtout de choisir de partager un habitat de manière solidaire, et pas simplement de loger une personne ou louer un logement.

### Les bénéficiaires
Des jeunes de « moins de 30 ans » et des seniors de « 60 ans et plus ». Il n’est pas précisé si les jeunes doivent être majeur ou non. Il est donc a priori possible d’ouvrir le dispositif aux personnes apprenties de 16 à 18 ans, impliquant un accord des parents ou responsables légaux. Au sein des 26 associations membres Réseau CoSI (devenu le 30 septembre 2020 Cohabilis, avec 38 associations membre, principal réseau en France) l'âge réel moyen des jeunes en cohabitation intergénérationnelle solidaire est de 22 ans entre 2016 et 2018. De même, l'âge réel moyen des seniors oscillent entre 74 et 82 ans, selon les types de formules choisis.

#### L'engagement du jeune
Telle que définie dans la loi n° 2018-1021 du 23 novembre 2018 portant évolution du logement, de l'aménagement et du numérique, le dispositif peut supposer une « contrepartie financière modeste » réglée par le jeune au senior. Pour le parc privé, elle est librement convenue entre les parties. Pour le parc social, la contrepartie est calculée au prorata du loyer et des charges rapportés à la surface habitable du logement. Dans ce cas, la contrepartie demandée au jeune peut inclure en plus d’une partie loyer, une partie des charges locatives et des abonnements (fluides par exemple).
En complément de cette contrepartie financière, le jeune peut réaliser ce qui a été qualifié de « menus services ». Ils peuvent correspondre à des temps de présence bienveillante et de partage certains soirs de la semaine. C’est ainsi que la cohabitation intergénérationnelle est très majoritairement pratiquée aujourd’hui. La présence bienveillante est par ailleurs citée dans les motifs de l’amendement qui a permis l’inclusion du dispositif dans la loi, et dans l'arrêté du 13 janvier 2020.
Les menus services ne sauraient remplacer des services habituellement fournis par des structures de soins ou de services à la personne. L’esprit du dispositif est l’entraide et la solidarité. Aussi, la loi prévoit qu’il n’existe aucun « lien de subordination » entre les parties, que les menus services sont réalisés « sans but lucratif pour aucune des parties », et « sans possibilité de requalification en contrat de travail ».

#### L'engagement du senior
Le senior s’engage au caractère modeste de la contribution financière. Il veille à ce que les locaux mis à disposition du jeune soient en bon état d'usage, qu’ils ne présentent aucun risque manifeste pour la sécurité physique et la santé et qu’ils offrent les conditions d'hygiène et de confort exigés pour une affectation à un usage d'habitation.

### L’encadrement par une structure tierce
L'arrêté du 13 janvier 2020 précisant « le cadre général et les modalités pratiques de la cohabitation intergénérationnelle solidaire » stipule : « Les structures ou associations régies par la loi 1901 (indépendantes et sans but lucratif) œuvrant à la promotion de la cohabitation intergénérationnelle solidaire ont pour objectif de favoriser la mise en relation des jeunes et des personnes âgées ». La charte précise les engagements que doivent respecter les structures tierces dans l’accompagnement des jeunes et des seniors.

### Les logements concernés
La cohabitation intergénérationnelle solidaire peut être réalisée chez un propriétaire, chez un locataire du parc privé ou du parc social. « Lorsque la personne de soixante ans et plus est locataire de son logement, elle informe préalablement le bailleur de son intention de sous-louer une partie de son logement à une personne de moins de trente ans dans le cadre d'un contrat de cohabitation intergénérationnelle solidaire, sans que le bailleur puisse s'y opposer ».

### Le type de contrat
Le « contrat de cohabitation intergénérationnelle solidaire » a été créé fin 2018. Il ne s’agit pas d’un bail et il ne relève pas de loi n°89-462 du 6 juillet 1989.

### Articles de loi et règlements
La cohabitation intergénérationnelle est cadrée par les articles suivants :
- Code de l’action sociale et des familles : L. 118-1
- Code de la construction et de l’habitat : L. 631-17., L. 631-18, L. 631-19 et L.442-8-1
- Code général des impôts : Article 35 bis

Un complément à l'article 2 de la loi n° 70-9 du 2 janvier 1970 réglementant les conditions d'exercice des activités relatives à certaines opérations portant sur les immeubles et les fonds de commerce.
L’arrêté du 13 janvier 2020 relatif à la charte de la cohabitation intergénérationnelle solidaire encadre également le dispositif, et tout particulièrement le rôle des structures tierces.

### Autres textes normatifs
Dans les faits, la cohabitation intergénérationnelle suppose l’intervention d’une structure tierce. Ces structures utilisent une charte qui présente les principes pour vivre ensemble au quotidien et qui sert de support « moral » pour une bonne cohabitation.

## Les principaux acteurs

### En France
Aude Messéan et Bénédicte Chatin introduisent le dispositif en France en 2004. Aude Messéan reçoit en 2018 des mains de Patrick Kanner les insignes de l’Ordre de Chevalier de la Légion d’Honneur pour avoir initié et développé en France la cohabitation intergénérationnelle solidaire.
On compte en 2020 une quarantaine de structures réparties au sein du premier réseau de France : Cohabilis .
ensemble2générations, association loi 1901, ouverte à tous dans le respect de la laïcité, est le deuxième acteur national. Créée en 2006, avec une première agence régionale en Ile de France, elle s'appuie également sur un réseau de bénévoles présentent dans 32 villes de France. ensemble2générations met en place un accompagnement personnalisé des seniors et des étudiants. Elle ne fait pas appel à une plateforme numérique, ce sont des chargées de mission qui rencontrent lors d'entretiens les jeunes et les seniors. Elle assure également un suivi pendant toute la durée de la cohabitation.
Colibree Intergénération, lancée en 2019 par Mélanie SLUFCIK, est une plateforme numérique portant le concept à un niveau national sur une même et unique plateforme, et proposant une mise en relation entre étudiants et retraités sur la base d'affinités communes.
D'autres structures indépendantes de réseaux peuvent également mettre en œuvre cette activité.
D'autres plateformes de mise en relation numérique existent, mais sortent du cadre réglementaire de la Cohabitation Intergénérationnelle : elles ne respectent pas toutes une partie du cadre défini dans l'arrêté du 13 janvier 2020 relatif à la charte de la cohabitation intergénérationnelle solidaire, et notamment "travailler en lien avec les acteurs sociaux et médico-sociaux du territoire pour assurer une coordination et une information sur ce dispositif" et "s'assurer que les locaux loués ou sous-loués au jeune sont en bon état d'usage, ne présentent aucun risque manifeste pour la sécurité physique et la santé et offrent les conditions d'hygiène et de confort exigées pour une affectation à un usage d'habitation".

### A l'étranger
Le dispositif de cohabitation solidaire, parfois appelé "homesharing" est pratiqué dans au moins 17 pays. Une fédération internationale regroupe des acteurs de ces 17 pays : Homeshare International.
Le projet européen WeShareWeCare, porté par un consortium impliquant la CNAV, vise à développer le dispositif entre jeunes étrangers et seniors locaux au niveau européen « WeShareWeCare ». Ce projet permet de produire des études sur les liens intergénérationnels et/ ou interculturels en Europe.

## voir
- Logement convenable
- Cohabitat